# No Vale de Fuenteovejuna
No Vale de Fuenteovejunas é um EP de José Afonso, editado a partir do LP Contos Velhos, Rumos Novos, lançado em 1969.

## Faixas
| N.º | Título                     | Compositor(es)                         | Duração |  |
| 1.  | "No Vale de Fuenteovejuna" | Lope de Vega/José Afonso               |         |  |
| 2.  | "A Cidade"                 | José Carlos Ary dos Santos/José Afonso |         |  |
| 3.  | "Era de Noite e Levaram"   | José Afonso                            |         |  |
| 4.  | "Bailia"                   | José Afonso                            |         |  |